# 1788
1788 (MDCCLXXXVIII) byl rok, který dle gregoriánského kalendáře započal úterým.

## Události
- 26. ledna – Evropané pod vedením guvernéra Arthura Phillipa založili kolonii v Austrálii na místě dnešního Sydney.
- 9. února – Habsburská monarchie se po boku Ruska zapojila do války proti Osmanské říši. Císař Josef II. bojoval na Dunaji v čele armády.
- 28. června – Začala rusko-švédská válka.
- 7. listopadu – Francouzský král Ludvík XVI. vydal Edikt z Versailles, kterým se částečně tolerovali nekatolíci ve Francii.
- 14. prosince – Po 29 letech vlády zemřel španělský král Karel III. a na trůn nastoupil jeho syn Karel IV.
- Nepokoje ve francouzských městech Paříži, Rennes, Grenoblu, Dijonu, Toulouse aj.
- Francouzský král Ludvík XVI. rozhodl o svolání generálních stavů (naposledy byly svolány v roce 1614).
- Počátek zasedání „čtyřletého sejmu“ v Polsku (do roku 1792), který měl obrodit šlechtický systém vlády v okleštěné zemi (po prvním dělení Polska).

### Probíhající události
- 1787–1792 – Rusko-turecká válka
- 1788–1791 – Rakousko-turecká válka

## Narození

### Česko
- 14. února – Matěj Milota Zdirad Polák, básník, učitel a důstojník († 31. března 1856)
- 20. dubna – Jiří Döbler, kreslíř a rytec († 19. června 1845)
- 24. dubna – Anna Náprstková, podnikatelka a filantropka († 19. října 1873)
- 14. listopadu – Josef František Wittoch, kantor a skladatel († 1. dubna 1871)
- neznámé datum – Michal Josef Fessl, katolický kněz a odpůrce absolutismu († 6. února 1863)

### Svět

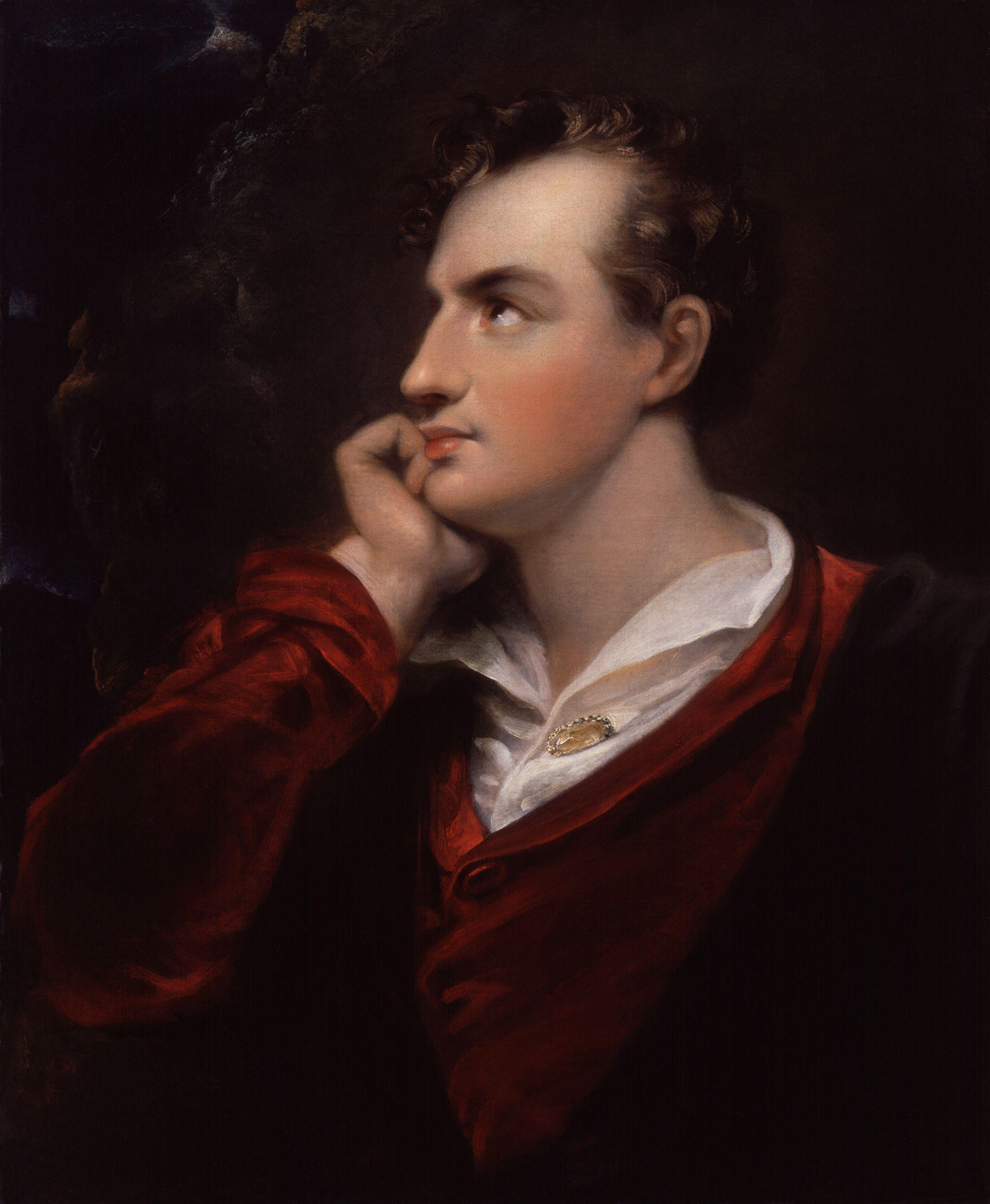
George Gordon Byron (* 22. ledna)

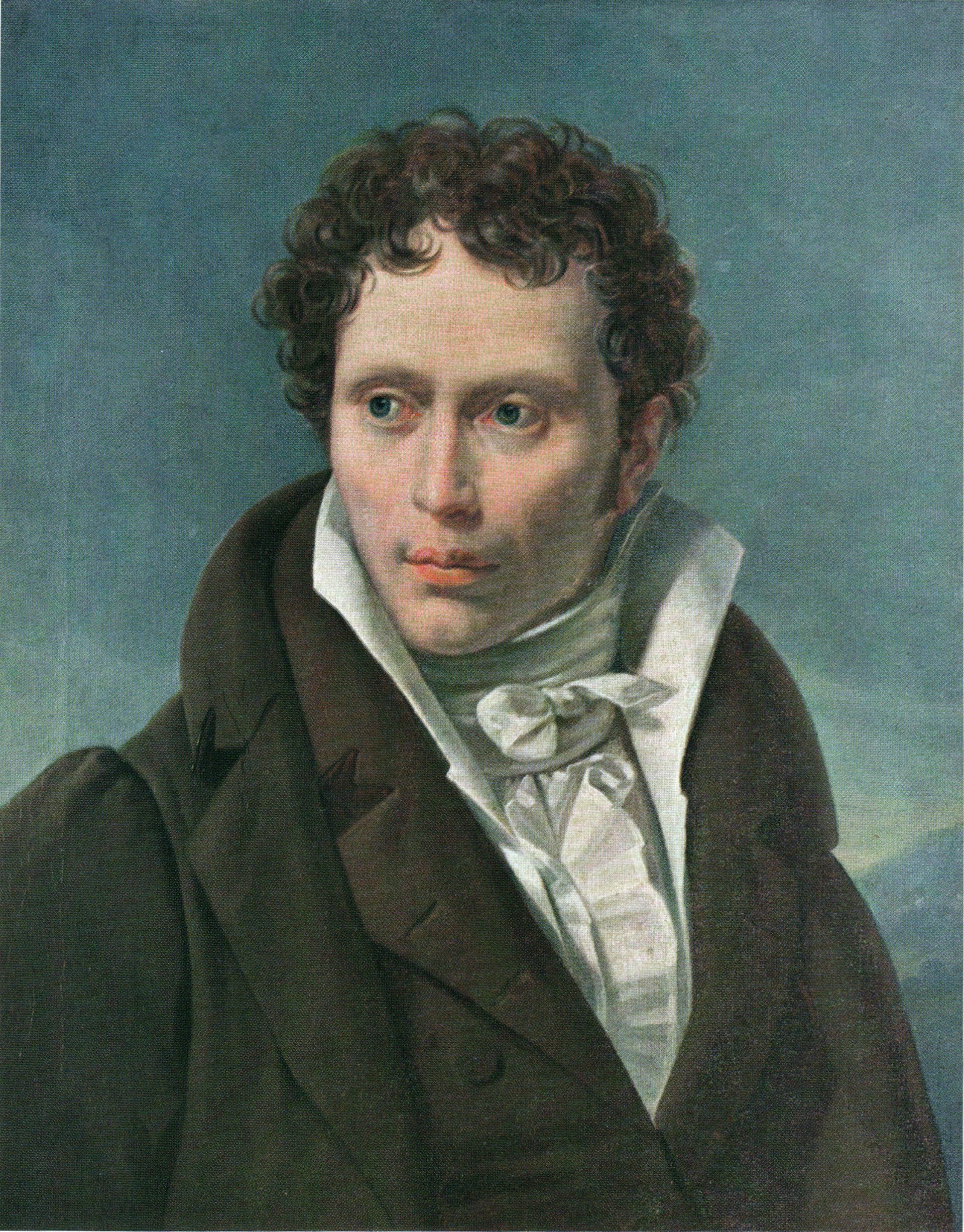
Arthur Schopenhauer (* 22. února)

- 1. ledna – Étienne Cabet, francouzský filosof a utopický socialista († 9. listopadu 1856)
- 3. ledna – Maurice Firzhardinge Berkeley, britský admirál († 17. října 1867)
- 22. ledna – George Gordon Byron, anglický básník († 19. dubna 1824)
- 5. února – Robert Peel, britský státník († 2. července 1850)
- 12. února – Karel Reichenbach, německý chemik, přírodovědec a průmyslník († 19. ledna 1869)
- 22. února – Arthur Schopenhauer, německý filosof († 21. září 1860)
- 24. února – Johan Christian Dahl, norský malíř († 14. října 1857)
- 1. března – Gheorghe Asachi, rumunský spisovatel, malíř a historik († 12. listopadu 1869)
- 8. března
  - Antoine César Becquerel, francouzský fyzik († 18. ledna 1878)
  - William Hamilton, skotský filozof a logik († 6. května 1856)
- 10. března – Joseph von Eichendorff, německý spisovatel († 26. listopadu 1857)
- 12. března – Pierre Jean David d'Angers, francouzský sochař († 5. ledna 1856)
- 26. března – Boniface de Castellane, francouzský generál († 16. září 1862)
- 29. března
  - Karel Maria Isidor Bourbonský, španělský infant zmámý jako „Don Carlos“ († 10. března 1855)
  - Gaetano Baluffi, italský kardinál († 11. listopadu 1866)
- 10. května
  - Kateřina Pavlovna, ruská velkokněžna, württemberská královna († 9. ledna 1819)
  - Augustin-Jean Fresnel, francouzský fyzik († 14. července 1827)
- 21. června – Augusta Bavorská, princezna bavorská a vévodkyně z Leuchtenbergu († 13. května 1851)
- 24. června – Silvio Pellico, italský spisovatel a dramatik († 31. ledna 1854)
- 1. července – Jean-Victor Poncelet, francouzský matematik, mechanik a geometr († 22. prosince 1867)
- 8. srpna – William Henry Sleeman, britský voják a koloniální úředník († 10. února 1856)
- 10. září – Vilemína Luisa Bádenská, velkovévodkyně hesenská († 27. ledna 1836)
- 21. září – Margaret Taylorová, manželka 12. prezidenta USA Zachary Taylora († 14. srpna 1852)
- 11. října – Simon Sechter, rakouský varhaník, dirigent a skladatel († 10. září 1867)
- 14. října – Edward Sabine, irský astronom († 26. června 1883)
- 14. listopadu – Michail Lazarev, ruský admirál († 23. dubna 1851)
- 29. prosince
  - Christian Jürgensen Thomsen, dánský archeolog († 21. května 1865)
  - Tomás de Zumalacárregui, španělský generál († 24. června 1835)
- prosinec – Joseph Aspdin, britský výrobce portlandského cementu († 20. března 1855)
- neznámé datum
  - George Wilson Bridges, anglický fotograf a cestovatel († 20. září 1863)
  - Athanasios Diakos, generál Řecké osvobozenecké války († 24. dubna 1821)

## Úmrtí

### Česko
- 13. února – Josef Jáchym Redelmayer, malíř, freskař a divadelní dekoratér (* 20. dubna 1727)
- 4. března – Marie Kristina z Ditrichštejna, šlechtična (* 28. dubna 1738)
- 28. března – Václav Kovanda, barokní sochař a řezbář (* 10. července 1719)
- 21. července – Bohumír Bylanský, poslední opat kláštera v Zlaté Koruně (* 27. března 1724)
- 22. září – Václav Schanza, teolog, rektor univerzity v Brně (* 1746)
- neznámé datum – Antonín Leopold Boleslavský z Rittersteinu, šlechtic a úředník (* 1722)

### Svět

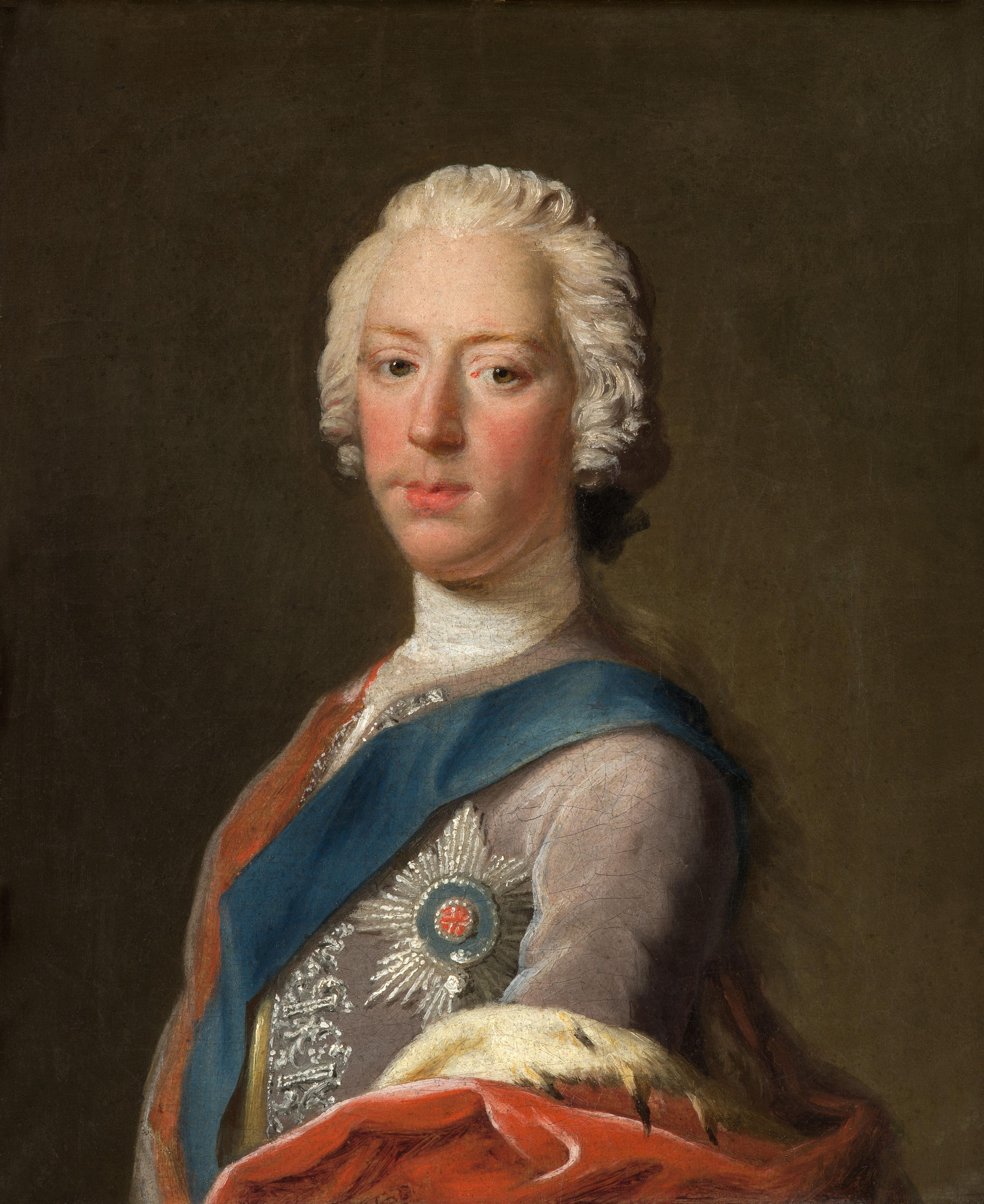
Karel Eduard Stuart († 31. ledna)

- 15. ledna – Gaetano Latilla, italský hudební skladatel (* 10. ledna 1711)
- 31. ledna – Karel Eduard Stuart, britský neuznaný král (* 31. prosince 1720)
- 6. února – Marie Anna Kotulinská z Křížkovic, kněžna z Lichtenštejna (* 12. května 1707)
- 15. února – Marie Josefa z Harrachu, lichtenštejnská kněžna, provdaná Lobkovicová (* 20. listopadu 1727)
- 17. února – Maurice Quentin de La Tour, francouzský malíř (* 5. října 1704)
- 2. března – Salomon Gessner, švýcarský malíř a německojazyčný básník (* 1. dubna 1730)
- 12. dubna – Carlo Antonio Campioni, italský houslista, hudební skladatel a dirigent (* 16. listopadu 1720)
- 16. dubna – Georges Louis Leclerc de Buffon, francouzský přírodovědec (* 7. září 1707)
- 8. května – Giovanni Antonio Scopoli, rakouský lékař a přírodovědec (* 3. června 1723)
- 17. května – Johann Ignaz Felbiger, slezský pedagog, opat a školský reformátor (* 6. ledna 1724)
- 21. června – Johann Georg Hamann, německý spisovatel (* 27. srpna 1730)
- 15. července – Jean-Germain Drouais, francouzský malíř (* 25. listopadu 1763)
- 2. srpna – Thomas Gainsborough, anglický malíř (* 14. května 1727)
- 13. srpna – Esma Sultan, osmanská princezna a dcera sultána Ahmeda III. (* 14. března 1726)
- 26. září – Rajmund Volfgang Manner, rakouský šlechtic, velkostatkář na Moravě (* 14. ledna 1723)
- 27. září – Augusta Brunšvicko-Wolfenbüttelská, německá princezna z Hannoverské dynastie (* 3. prosince 1764)
- 2. listopadu – Marie Anna Viktorie Portugalská, portugalská princezna a infantka (* 15. prosince 1768)
- 23. listopadu – Gabriel Antonín Španělský, syn krále Karla III. (* 12. května 1752)
- 14. prosince
  - Carl Philipp Emanuel Bach, německý cembalista a skladatel (* 8. března 1714)
  - Karel III. Španělský zvaný El Político, vévoda z Parmy, král sicilský, neapolský a španělský (* 20. ledna 1716)
- 19. prosince – Juan Bautista de Anza, španělský cestovatel a důstojník (* červenec 1736)
- neznámé datum – Jean-François de La Pérouse, francouzský námořní důstojník a objevitel (* 23. srpna 1741)

## Hlavy států
- Francie – Ludvík XVI. (1774–1792)

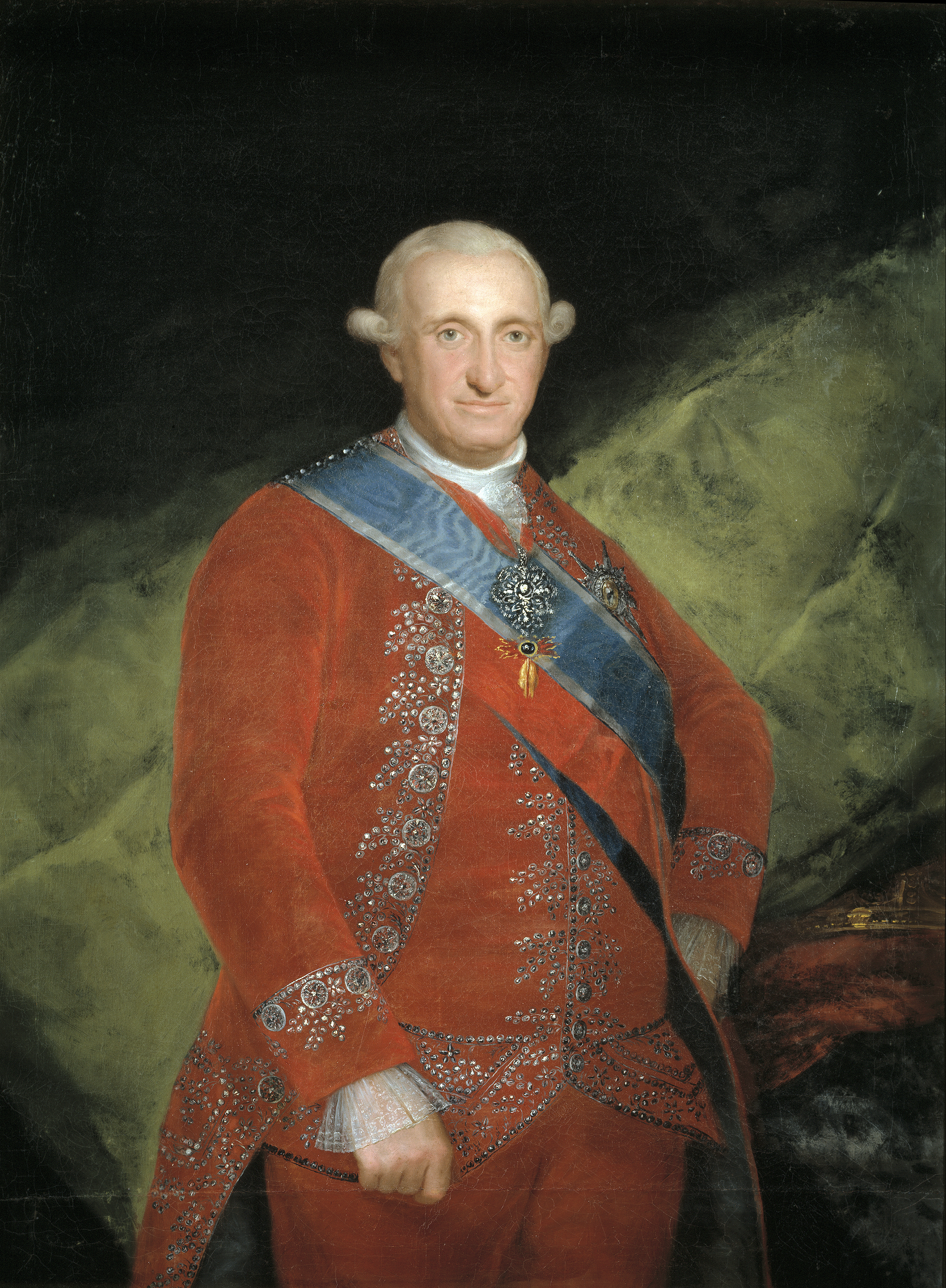
Španělským králem se stal Karel IV.

- Habsburská monarchie – Josef II. (1780–1790)
- Osmanská říše – Abdulhamid I. (1774–1789)
- Polsko – Stanislav II. August Poniatowski (1764–1795)
- Prusko – Fridrich Vilém II. (1786–1797)
- Rusko – Kateřina II. Veliká (1762–1796)
- Španělsko – Karel III. (1759–1788) / Karel IV. (1788–1808)
- Švédsko – Gustav III. (1771–1792)
- Velká Británie – Jiří III. (1760–1820)
- Svatá říše římská – Josef II. (1765–1790)
- Papež – Pius VI. (1774–1799)
- Japonsko – Kókaku (1780–1817)